# Trinity Buoy Wharf
Die Trinity Buoy Wharf im Borough of Tower Hamlets ist der Ort von Londons einzigem Leuchtturm. Sie liegt am Zusammenfluss der Themse und Bow Creek, im Gebiet Leamouth. Der Leuchtturm wird nicht mehr genutzt, er ist als Bow Creek Lighthouse bekannt.

## Geschichte
1803 begann The Elder Brethren of Trinity House den Ort zu nutzen. Es war ein Lager für Material und Lager für die Tonnen, die in der Themse eingesetzt waren; der Kai diente als Anleger und Reparaturplatz für Feuerschiffe. Die Uferbefestigung wurde 1822 erbaut.
Der ursprüngliche Leuchtturm wurde von James Walker 1852 gebaut. Er wurde in den späten 1920er Jahren abgerissen. Der heute noch stehende Leuchtturm wurde von James Nicholas Douglass von 1864 bis 1866 gebaut. Er wurde zur Erprobung und Ausbildung von Leuchtturmwärtern in England und Wales genutzt. Michael Faraday machte an diesem Ort Experimente zur elektrischen Beleuchtung von Leuchttürmen.

## Seit dem späten 20. Jahrhundert
Im Dezember 1988 schloss Trinity House die Anlage. Das Gelände wurde von der London Docklands Development Corporation gekauft. Das Leuchtfeuer wurde demontiert und ist im Leuchtturmmuseum am Hurst Point ausgestellt. 1998 übernahm die Urban Space Holdings Ltd die langfristige Pacht für das Gelände. Das Kaigelände wird als Zentrum für Kunst und Kultur genutzt. Es bietet Künstlerateliers und Ausstellungsflächen. 2001 wurde durch Urban Space Holdings damit begonnen, einen Künstlerstudio– und Bürokomplex aus alten Schiffscontainern zu errichten.
2005 eröffnete die University of East London auf dem Gelände zunächst zwei Künstlerstudios und 2009 zwei Tanzstudios.
2008 wurde das ehemalige Feuerschiff LV No.95 INNER DOWSING (1939–2004), ENG-272 auf Dauer an die Pier verlegt. In dem Schiff wurde ein Tonstudio eingerichtet.

## Galerie

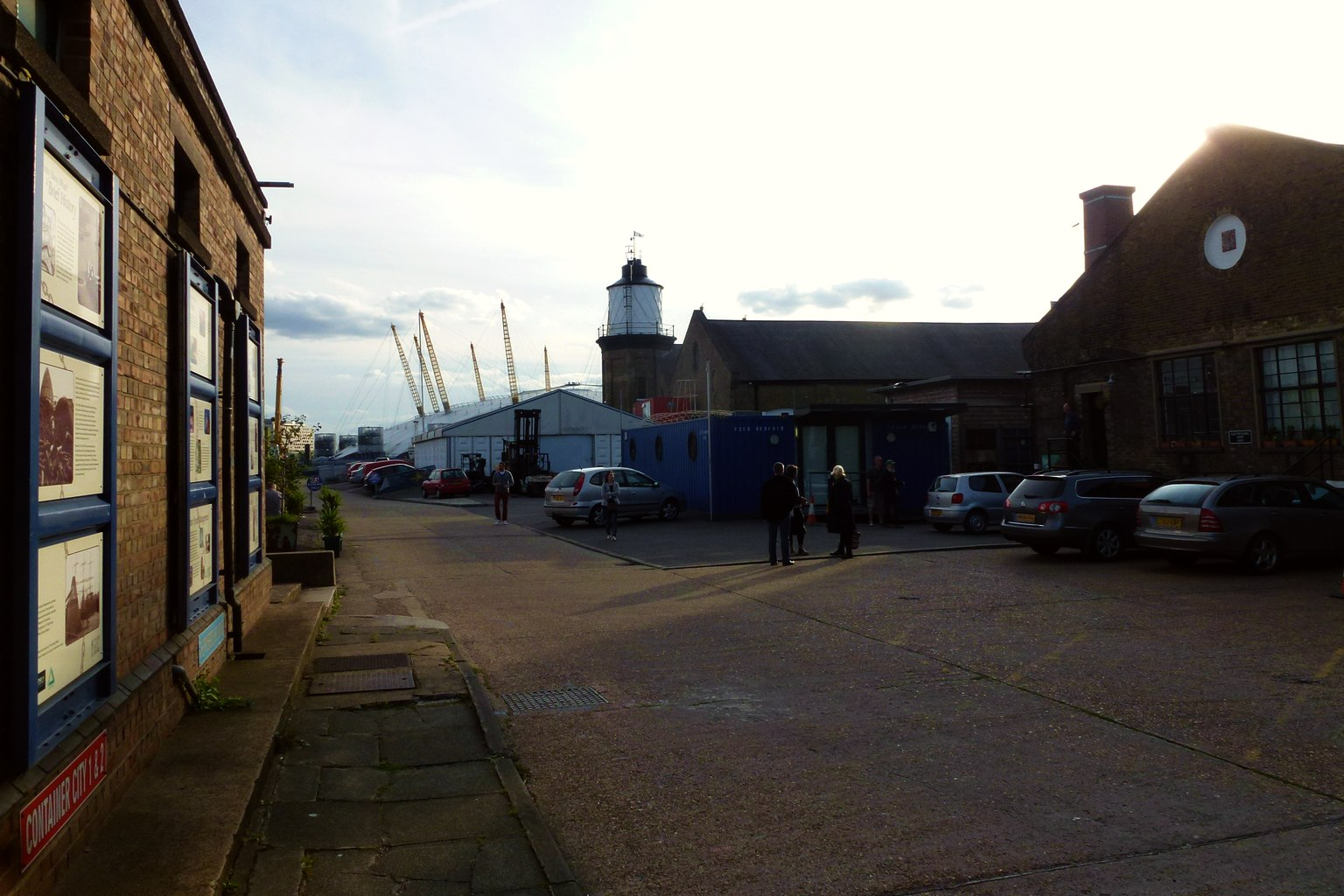
Eingang zur Trinity Buoy Wharf
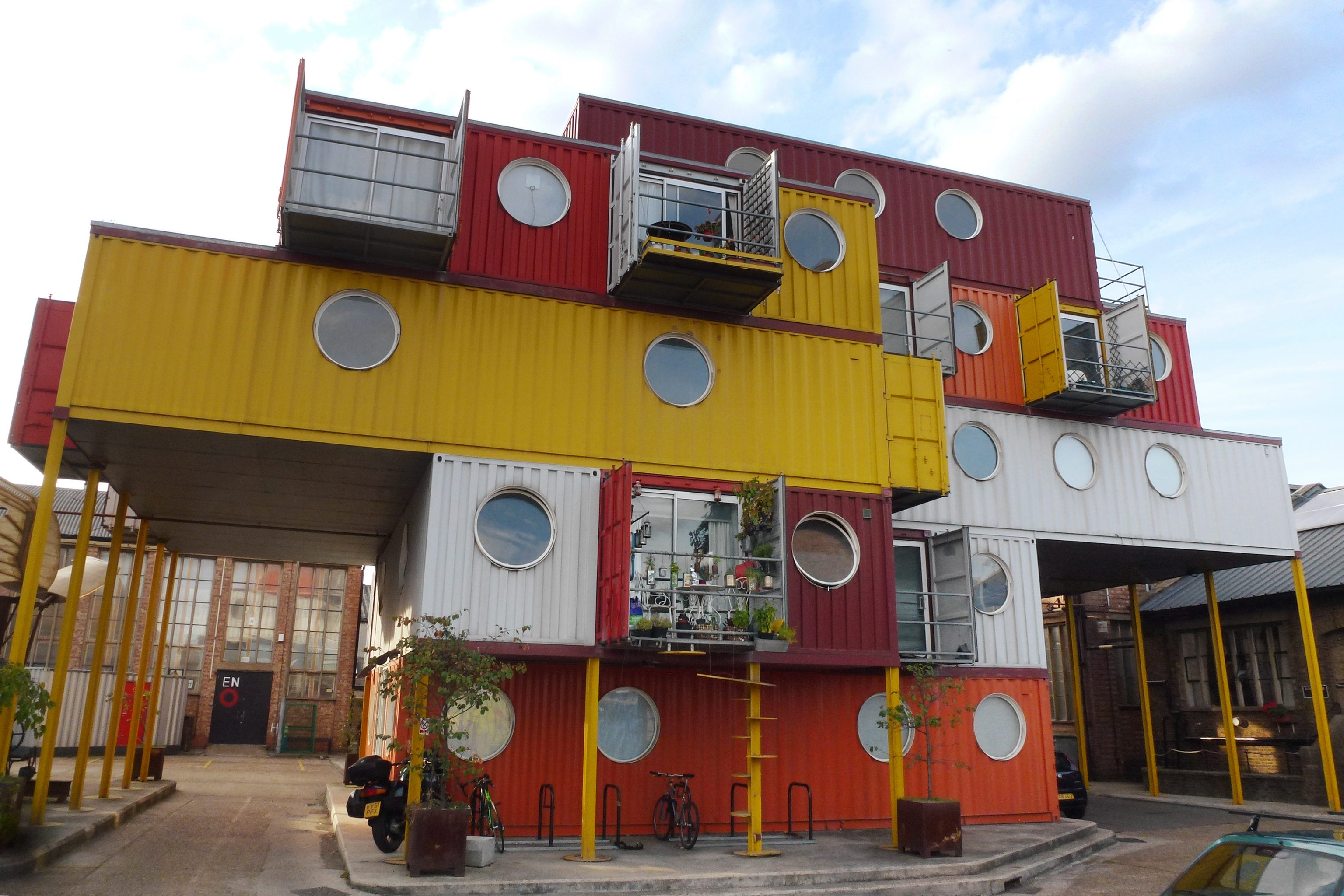
Container City 2
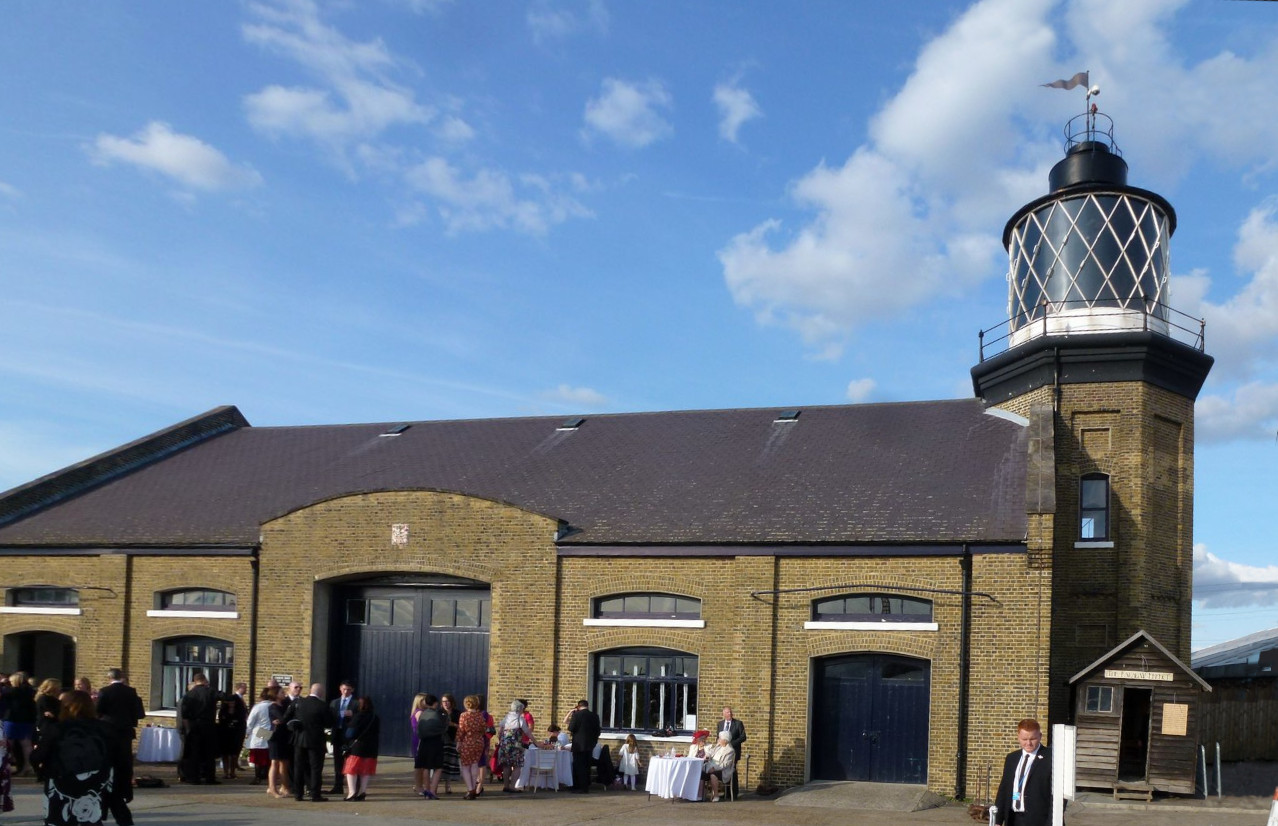
Bow Creek Lighthouse
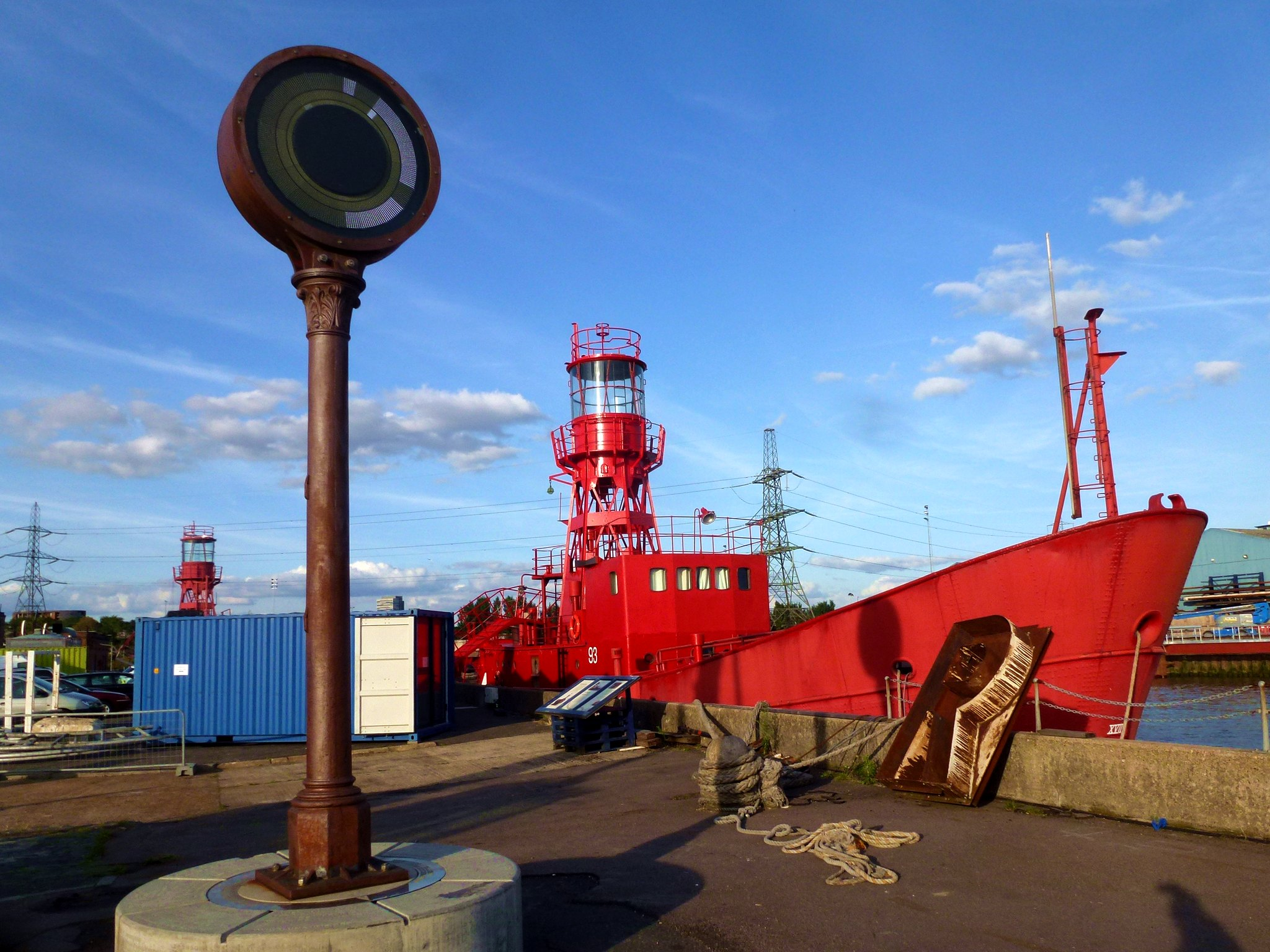
Trinity Buoy Wharf Monduhr und Feuerschiff
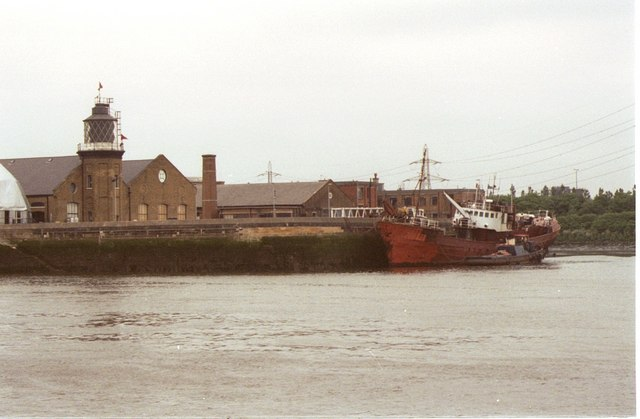
Trinity Buoy Wharf von der Themse